# Voyages en Autistan
Voyage en Autistan est une chronique radio de Josef Schovanec dans l'émission de Sophie Larmoyer Les Carnets du monde, sur Europe 1. Des ouvrages en sont tirés aux éditions Plon, sous le titre de Voyages en Autistan. Ces chroniques sont récompensées du Prix audiovisuel de l'Association Planète Albert-Kahn en 2018.

## Histoire
Voyage en Autistan est diffusé sur Europe 1 depuis septembre 2014, et découle de la rencontre entre Sophie Larmoyer et Josef Schovanec, dans le cadre de la promotion de son second ouvrage Éloge du voyage à l'usage des autistes et de ceux qui ne le sont pas assez. Elle explique l'avoir d'abord écouté au moment de la sortie de son premier livre, Je suis à l’Est !, puis avoir trouvé le prétexte parfait pour l'inviter à son émission, Les carnets du monde, avec la sortie de son second ouvrage traitant de voyages.
Josef Schovanec estime qu'il n'était « pas prédestiné à faire de la radio, ça fait partie des surprises de la vie ». Sa chronique est d’abord programmée le dimanche midi, puis est déplacée le vendredi soir.

## Livres
Ces chroniques sont publiées aux éditions Plon. Le premier tome paraît fin mars 2016, sous le titre de Voyages en Autistan : Chroniques des Carnets du monde. La seconde saison de Voyages en Autistan sort un an plus tard, en mars 2017.
Ces chroniques sont traduites en tchèque.

## Réception
La journaliste de L'Obs Anne Sogno qualifie cette chronique d'« ovni dans le paysage radiophonique », notamment en raison de la voix particulière de Josef Schovanec, une « voix nasillarde et un phrasé traînant ». Elle ajoute que le contenu des chroniques est « savant, drôle et dépaysant ».
Dans la préface du second tome de Voyages en Autistan, Sophie Larmoyer écrit que « les auditeurs ont tout de suite adopté cette voix, reconnaissable entre toutes », précisant que la radio reçoit de nombreux courriers et courriels d'auditeurs destinés à Schovanec. 
Josef Schovanec reçoit le 30 mai 2018 le Prix audiovisuel de l'Association Planète Albert-Kahn, au Musée de l'Homme à Paris, pour récompenser le regard qu'il offre sur le monde dans cette émission radio.